# Leisele
Leisele (vls. Leisel) – dzielnica (deelgemeente) gminy Alveringem w Belgii, w Regionie Flamandzkim, w prowincji Flandria Zachodnia, w okręgu Veurne. 1 stycznia 2020 roku liczyła 807 mieszkańców. Do 31 grudnia 1976 samodzielna gmina. Leży przy granicy z Francją.

## Demografia
Liczba mieszkańców, stan na 1 stycznia:
| Rok                | 1930 | 1961 | 2020 |
| ------------------ | ---- | ---- | ---- |
| Liczba mieszkańców | 1340 | 1075 | 807  |